# Coranderrk Petition
Die Coranderrk Petition, auch Coranderrk Letter genannt, ist ein frühes Beispiel für den Kampf der Aborigines für ihre Menschen- und Landrechte. Coranderrk war eine Aborigines-Missionsstation, die 1863, etwa 50 Kilometer im Nordosten von Melbourne gegründet wurde. Coranaderrk war zu einem Protektorat für die indigene Bevölkerung, und ab 1886 zum Verbleib der sogenannten Half-castes bestimmt. Half-castes waren Mischlingskinder von Aborigines und Weißen, die in Aboriginesfamilien lebten und ihnen unter gesetzlichem Zwang entzogen wurden, um sie in die weiße Gesellschaft zu assimilieren. Es war der Versuch der britischen Kolonialregierung, die indigene Bevölkerung Australiens aussterben zu lassen. 
Die Petition wurde von den Bewohnern der Coranderrk im Jahr 1868 unter Führung von William Barak an die britische Kolonialregierung von Victoria gesendet. Es war der Wunsch nach einem Weiterleben der Aborigines der Wurundjeri in ihrem angestammten Land. Das Reservat wurde im Jahr 1924 aufgehoben und die Aborigines-Gemeinschaft an die Lake Tyers in Gippsland umgesiedelt.